# منظومه خاطره
منظومه خاطره کتاب شعری است اثر بولوت قاراچورلو (۱۳۰۵-۱۳۵۸) مشهور به سهند یکی از شاعران شعر سیاسی ایران است.
سهند منظومه خاطره را پس سقوط حکومت پیشه‌وری در شرایط سخت زندان و غربت مابین سالهای ۱۳۳۲ـ۱۳۳۰ به همراه منظومه آراز سروده‌است و در این منظومه از مسائل قومی سخن گفته‌است.